# Juraj Jordán Dovala
Juraj Jordán Dovala (ur. 7 grudnia 1974 w Żarze nad Hronem) – czeski duchowny protestancki, pisarz, muzyk i teolog pochodzenia słowackiego, biskup diecezji brneńskiej Czechosłowackiego Kościoła Husyckiego.

## Życiorys
Urodził się 7 grudnia 1974 w Żarze nad Hronem. W latach 1989–1993 grał w zespołach rockowych. W 1996 roku rozpoczął studia na Prawosławnym Wydziale Teologicznym w Preszowie, które ukończył w 2001. 
W 2002 przyjął święcenia kapłańskie i został duchownym Czechosłowackiego Kościoła Husyckiego. W 2013 roku został wybrany na biskupa diecezji brneńskiej Czechosłowackiego Kościoła Husyckiego.

## Życie prywatne
W 2001 roku poślubił Andreę Alexię. Ma czworo dzieci: Jerguša, Adama, Dorotę i Klarę.

## Publikacje
- Kôrkar. Enigma, 2005. Brak numerów stron w książce
- Ticho. Vydavateľstvo Michala Vaška, 2007. Brak numerów stron w książce
- Katedrála. Brněnská diecéze CČSH, 2008. Brak numerów stron w książce
- Kyrie eleison. Brněnská diecéze CČSH, 2011. Brak numerów stron w książce
- Chrám uprostred trhoviska. Vydavateľstvo Michala Vaška, 2012. Brak numerów stron w książce
- Som Husákovo dieťa. Limerick, 2012. Brak numerów stron w książce
- Pozvání do ticha. Karmelitánské nakladatelství, 2013. Brak numerów stron w książce
- Pankáč v kostele. Karmelitánské nakladatelství, 2014. Brak numerów stron w książce
- Chrám uprostřed tržiště. Karmelitánské nakladatelství, 2017. Brak numerów stron w książce